# Becky Smith
Rebecca Gwendolyn Smith, més coneguda esportivament com a Becky Smith   (Vancouver i Edmonton, 3 de juny de 1959), i posteriorment amb el nom de casada Becky Wiber, és una nedadora canadenca, ja retirada, especialista en papallona i estils, que va competir durant la dècada de 1970.
El 1976 va prendre part en els Jocs Olímpics d'Estiu de Mont-real, on va disputar tres proves del programa de natació. Guanyà la medalla de bronze en els 400 metres estils i els 4x100 metres lliures, mentre en els 200 metres papallona quedà eliminada en sèries.
En el seu palmarès també destaquen una medalla de bronze al Campionat del Món de natació de 1975; una medalla d'or, tres de plata i una de bronze als Jocs de la Commonwealth de 1974 i 1978; i diversos campionats nacionals.